# リュウ・ソン・ミン
リュウ・ソン・ミン（ベトナム語：Lưu Sơn Minh / 劉山明, 1974年 - ）は、ベトナムの作家。

## 来歴
ハノイに生まれる。ハノイ医科大学に在学していた19歳当時に着想を得て、短編小説『この世の渡し』を執筆する。この作品は、兵士となった男、男の元恋人、男の母の三人の視点からひとつの出来事を多声的に描いており、その表現方法が一元的な社会主義リアリズムへのアンチテーゼともなった。『この世の渡し』が「軍隊文芸」誌のコンクールで入賞して創作活動を本格的に始め、現代ベトナムの若手作家として注目をされている。

## 主な著作
日本語訳
- 加藤栄 訳「この世の渡し」『ベトナム現代短編集』 2巻、大同生命国際文化基金〈アジアの現代文芸 Vietnam 3〉、2005年8月。 NCID BN13494215。全国書誌番号:20877880。